# 歌珊 (马萨诸塞州)
歌珊（英語：Goshen），是一個位於美國马萨诸塞州漢普夏縣斯普林菲尔德都会区的小鎮。於2010年，贝克人口為1,054人。。这个镇擁有浓郁的乡土气息， 並仅仅擁有一个普通商店、邮局、小学和市政厅。高原湖泊和美國革命婦女會國家森林（D.A.R. State Forest）亦位於歌珊內。而下高原湖泊是由房主协会私人持有。

## 歷史
於1761年，首批移民者到達歌珊並定居下來。後來，因歌珊擴張至一定的規模，因此於1781年正式脫離切斯特菲尔德獨立，並獲得鎮的地位。

## 地理
歌珊的座標為42°26′N 72°49′W / 42.44°N 72.81°W。
根據美国人口调查局，歌珊的面積為17.7平方英里（46平方），其中有17.4平方英里（45平方）為土地（98.02%），以及0.3平方英里（0.78平方）為水域（1.98%）。
歌珊和贝克是美國唯一兩個位於五個不同州距離29公里的小鎮。 歌珊位於马萨诸塞州內，與纽约州相距28.6公里、與康涅狄格州相距28公里、與新罕布什尔州相距26公里、以及與佛蒙特州相距20公里。 

## 人口
根據2000年人口普查，歌珊擁有921居民、365户和247家庭。其人口密度為53居民每平方英里（20.5居民每平方公里）。歌珊擁有536間房屋单位，其密度為30.9間每平方英里（11.9間每平方公里）。歌珊的人口是由99.02%白人、0.11%土著、0.1%亞洲人以及0.65% 混血构成。而西班牙裔或拉丁美洲人僅佔人口1.09%。 
的365戶中，有29.9%擁有一個或以上的兒童（18歲以下）、56.2%為同居夫妻、6.8%為單親母親、而有32.3%為非家庭，其中18.4%為獨居。平均每戶有2.52人，而平均每個家庭則有2.94人。在5,979居民中，有21.9%為18歲以下、4.3%為18至24歲、32.0%為25至44歲、31.1%為45至64歲以及10.6% 為65歲以上。人口的年齡中位數為41歲，而每100個女性就有88個男性。
歌珊的一戶平均收入為$49,583美元，家庭平均收入為$58,750，而人均收入則為$22,221。男性的收入中位數為$37,159，而女性的則為$27,500。約4.3%家庭以及7.9%人口收入在贫窮线以下。

## 景点
- 美國革命婦女會國家森林（Daughters of the American Revolution State Forest）：马萨诸塞州保护与游憩部門的物業。
- 豪威青年夏令营[11]